# محمد حیدری (بازیکن فوتبال)
محمد حیدری (انگلیسی: Mohammad Heidari؛ زادهٔ ۲۶ مهٔ ۱۹۸۶) یک بازیکن فوتبال اهل ایران است.
از باشگاه‌هایی که در آن بازی کرده‌است می‌توان به باشگاه فوتبال ملوان بندر انزلی، باشگاه فوتبال فجر شهید سپاسی شیراز و باشگاه فوتبال صبای قم اشاره کرد.